# Antonio Martin Alvarez de Toledo
Antonio Martin Álvarez de Toledo y Guzmán (ur. w 11 listopada 1669, zm. 17 maja 1711 w Paryżu) – hiszpański arystokrata, książę Alby de Tormes i Huéscar z Domu Albów.
Od 1703 aż do śmierci w 1711 ambasador Filipa V na dworze Ludwika XIV. Cieszył się dobrą reputacją, jednakże jego znaczenie na zajmowanym stanowisku było niewielkie, albowiem Ludwik XIV wolał porozumiewać się bezpośrednio z Filipem V. 
W uznaniu swych zasług został obdarzony tytułem summelier de corps. 
Jego żoną była Isabel Zacarías Ponce de León, córka Manuela, księcia Arcos. Z małżeństwa tego narodzili się trzej synowie:
- Louis Antonio Álvarez de Toledo y Ponce de León (zmarł w dzieciństwie);
- Nicolas Álvarez de Toledo y Ponce de León (ur. 1690, zm. 1709 Paryżu);
- Bernardino Álvarez de Toledo y Ponce de León (zm. przed swoim bratem)[1].

Ze względu na brak potomka w linii męskiej, tytuł księcia Alby przeszedł na jego stryja.